# HD203452
HD203452 — хімічно пекулярна зоря спектрального класу A3, що має видиму зоряну величину в смузі V приблизно  9,7.
Вона  розташована на відстані близько 1113,2 світлових років від Сонця.